# Martín Orecchio
Martín Orecchio es un actor argentino de televisión y teatro conocido por sus personajes de villano en las producciones de Pol-ka.

## Carrera
Egresado de la Escuela de Teatro de Buenos Aires. Recibido de la Escuela de Teatro de Buenos Aires Director: Raúl Serrano. Realizó cursos con Fernando Orecchio, Justo Gilbert entre otros. Durante 2002 y 2006 dictó talleres para niños, adolescentes y adultos; en el centro cultural El Aleph, del que fue su último director, y en la actualidad dicta clases de teatro para adultos en el espacio La Escalera.
Entre sus trabajos en obras teatrales destacan El organito de Discépolo, con dirección de Fernando Orecchio; Woyzeck de Georg Büchner, con dirección de Fernando Orecchio, A propósito de la duda con dirección de Daniel Fanego y La Muerte de Danton con dirección de Roberto Villanueva. 
En cine participó de la producción española Tigre Express con dirección de Marco Pérez. Ha dirigido el cortometraje No de hadas y da clases de Realización de Vídeo en el Centro de Formación Profesional Nº 24, Ciudad de Buenos Aires.

## Televisión
| Televisión | Televisión            | Televisión    | Televisión |
| Año        | Título                | Personaje     | Canal      |
| ---------- | --------------------- | ------------- | ---------- |
| 2000       | Primicias             |               | El Trece   |
| 2000       | Ilusiones             | Cirilo        | El Trece   |
| 2001       | Culpables             | Camilo        | El Trece   |
| 2001       | 22, el loco           | Gustavo Ortiz | El Trece   |
| 2002-2003  | Son amores            | Dardo         | El Trece   |
| 2004       | Los pensionados       | Cristian      | El Trece   |
| 2005       | Botines               |               | El Trece   |
| 2007       | Son de Fierro         | Pájaro        | El Trece   |
| 2010       | Malparida             | Rengo         | El Trece   |
| 2012       | Lobo                  | Cuervo        | El Trece   |
| 2013       | Solamente vos         |               | El Trece   |
| 2014       | Mis amigos de siempre | Tomás         | El Trece   |